# Campeonato Europeo de Lucha de 1983
El XXXV Campeonato Europeo de Lucha se celebró en Budapest (Hungría) en el año 1983 bajo la organización de la Federación Internacional de Luchas Asociadas (FILA) y la Federación Húngara de Lucha.

## Resultados

### Lucha grecorromana
| Evento  | Oro                       | Plata                       | Bronce                   |
| ------- | ------------------------- | --------------------------- | ------------------------ |
| 48 kg   | Bratan Tsenov Bulgaria    | Vasili Anikin URSS          | Csaba Vadász · Hungría   |
| 52 kg   | Lajos Rácz · Hungría      | Serguei Diudiayev URSS      | Roman Kierpacz · Polonia |
| 57 kg   | Emil Ivanov Bulgaria      | Jarálambos Jolidis · Grecia | Vasili Fomin URSS        |
| 62 kg   | Zhivko Vanguelov Bulgaria | Constantin Uță Rumania      | Alexandr Litvinov URSS   |
| 68 kg   | Guennadi Ermilov URSS     | Jerzy Kopański · Polonia    | Tapio Sipilä · Finlandia |
| 74 kg   | Ferenc Kocsis · Hungría   | Andrzej Supron · Polonia    | Ştefan Rusu Rumania      |
| 82 kg   | Teimuraz Apjazava URSS    | Ion Draica Rumania          | Andrzej Malina · Polonia |
| 90 kg   | Igor Kanyguin URSS        | Atanas Komchev Bulgaria     | Ilie Matei Rumania       |
| 100 kg  | Andrei Dimitrov Bulgaria  | Tamás Gáspár · Hungría      | Viktor Avdyshev URSS     |
| +100 kg | Nikola Dinev Bulgaria     | József Nagy · Hungría       | Yevgueni Artiujin URSS   |

### Lucha libre
| Evento  | Oro                        | Plata                     | Bronce                           |
| ------- | -------------------------- | ------------------------- | -------------------------------- |
| 48 kg   | Ali Mejmedov Bulgaria      | László Bíró · Hungría     | Jan Falandys · Polonia           |
| 52 kg   | Valentin Yordanov Bulgaria | Šaban Trstena Yugoslavia  | Władysław Stecyk · Polonia       |
| 57 kg   | Stefan Ivanov Bulgaria     | Ruslan Karayev URSS       | Jozef Schwendtner Checoslovaquia |
| 62 kg   | Simeon Shterev Bulgaria    | Ivan Grigoriev URSS       | József Orbán · Hungría           |
| 68 kg   | Kamen Penev Bulgaria       | Fevzi Şeker Turquía       | David Guigauri URSS              |
| 74 kg   | Šaban Sejdi Yugoslavia     | Pekka Rauhala · Finlandia | Vladimir Dzugutov URSS           |
| 82 kg   | Reşit Karabacak Turquía    | Efraim Kamberov Bulgaria  | Gueorgui Makasarishvili URSS     |
| 90 kg   | Piotr Naniyev URSS         | Gueorgui Yanchev Bulgaria | Uwe Neupert RDA                  |
| 100 kg  | Magomed Magomedov URSS     | Roland Gehrke RDA         | Július Strnisko Checoslovaquia   |
| +100 kg | József Balla · Hungría     | Nikola Slatev Bulgaria    | Boris Bigayev URSS               |

## Medallero
| Núm. | País           | Oro | Plata | Bronce | Total |
| ---- | -------------- | --- | ----- | ------ | ----- |
| 1    | Bulgaria       | 10  | 4     | 0      | 14    |
| 2    | URSS           | 5   | 4     | 8      | 17    |
| 3    | Hungría        | 3   | 3     | 2      | 8     |
| 4    | Turquía        | 1   | 1     | 0      | 2     |
| 4    | Yugoslavia     | 1   | 1     | 0      | 2     |
| 6    | Polonia        | 0   | 2     | 4      | 6     |
| 7    | Rumania        | 0   | 2     | 2      | 4     |
| 8    | Finlandia      | 0   | 1     | 1      | 2     |
| 8    | RDA            | 0   | 1     | 1      | 2     |
| 10   | Grecia         | 0   | 1     | 0      | 1     |
| 11   | Checoslovaquia | 0   | 0     | 2      | 2     |
|      | TOTAL          | 20  | 20    | 20     | 60    |